# ویرجینیا جوفری
ویرجینیا لوئیز جوفری انگلیسی: Virginia Louise Giuffre؛ ۹ اوت ۱۹۸۳ – ۲۵ آوریل ۲۰۲۵) مبارز آمریکایی- استرالیایی بود که در راستای حمایت از حقوق قربانیان قاچاق جنسی فعالیت می‌کرد. او یکی از قربانیان مهم و شناخته شده حلقه قاچاق جنسی جفری اپستین، مجرم جنسی بود. او در سال ۲۰۱۵ سازمان غیرانتفاعی «قربانیان سکوت نکنند» را در ایالات متحده آمریکا تأسیس کرد. ویرجینیا جوفری از تجربه‌های خود دربارهٔ قاچاق شدن توسط اپستین و گیلین مکسول با خبرنگاران آمریکایی و بریتانیایی به‌صورت مکرر مصاحبه کرده بود.
جوفری در برابر اپستین و مکسول اقدامات جنایی و مدنی را در دست گرفته و از مردم برای عدالت و آگاهی مستقیماَ درخواست کرده‌بود. او در سال ۲۰۱۵ از مکسول به‌خاطر ادعای بدنامی که مکسول بر او وارد کرده بود، شکایت کرد و پرونده او با تصمیم علنی نشده به نفع جوفری فیصله یافت. دادگاه استیناف حوزه دوم ایالات متحده آمریکا در ۲ ژوئیه سال ۲۰۱۹ میلادی دستور داد تا اسناد اولیه پرونده مدنی از سوی جوفری علیه مکسول را دوباره در دست گیرد. در ۹ اوت ۲۰۱۹ نخستین بسته اسناد پرونده جوفری برای مردم همگانی شد که بیشتر نمایان‌گر دست داشتن اپستین، مکسول و شماری از دوستان او در این پرونده بود. اما روز بعد، ۱۰ اوت سال ۲۰۱۹ جسد بی‌جان اپستین در سلول زندان منهتن پیدا شد.
جوفری در مصاحبه با برنامه پانورمای بی‌بی‌سی در اکتبر ۲۰۱۹ میلادی که در دسامبر ۲۰۱۹ منتشر شد، تجربه‌های خود را از قاچاق جنسی توسط اپستین برای شاهزاده اندرو، شاهزاده بریتانیا توضیح داد. او در این برنامه اصرار کرد که من از مردم انگلستان می‌خواهم در کنار من بایستند و برای مبارزه علیه این پدیده به من کمک کنند و این مسئله را نپذیرند.

## اوایل زندگی
ویرجینیا جوفری در اوت ۱۹۸۳ در شهر ساکرامنتو، مرکز ایالت کالیفرنیا زاده شد. مادرش اسکای و پدرش لین رابرتز نام داشتند. وقتی که ویرجینیا ۴ سال سن داشت، خانواده او به لوکس‌هاتچی در پام بیچ، فلوریدا نقل مکان کردند. جوفری یک برادر جوان‌تر داشت. همچنین گفته شده است که او در یک خانواده آشفته تربیت یافته و در سن ۷ سالگی از سوی دوست یکی از خانواده نزدیک خود مورد آزار و اذیت قرار گرفته است.
جوفری به روزنامه میامی هرالد گفت که از بودن در وضعیت سوءاستفاده، تا یک فراری بودن و سپس زندگی کردن در پرورشگاه را تجربه کرده است. او پیش از این که توسط ران اپینگر، قاچاقچی جنسی در ایالت میامی مورد آزار و اذیت قرار گیرد، در ۱۳ سالگی در جاده و خیابان‌ها زندگی می‌کرد. او همچنین حدود ۶ ماه با اپینگر زندگی کرد. اپینگر تجارت قاچاق بین‌المللی جنسی را از دفتر مدلینگ «۱۰ کامل» رهبری می‌کرد. اما او توسط اداره تحقیقات فدرال (اف‌بی‌آی) مورد حمله قرار گرفت و سپس به دلیل قاچاق افراد خارجی برای روسپی‌گری، سفر ایالتی برای روسپی‌گری و پول‌شویی متهم شد.
جوفری در سن ۱۴ سالگی با پدر خود یک زندگی مشترک را آغاز کردند. پدرش به عنوان مدیر حفظ و مراقبت در عمارت مار-ئه-لاگو که متعلق به دونالد ترامپ بود، کار می‌کرد و همچنین به جوفری کمک تا در آنجا کار پیدا کند.

## رابطه با اپستین (۲۰۰۰ تا ۲۰۰۲)
جوفری در تابستان ۲۰۰۰ در عمارت شخصی مار-ئه-لاگو دونالد ترامپ به عنوان مهمان‌دار کار می‌کرد. او هنگامی که کتابی در مورد ماساژ درمانی را مطالعه می‌کرد برای نخستین بار با گیسلین مکسول دیدار کرد. مکسول که فعال اجتماعی بریتانیایی و دختر رابرت مکسول، سرمایه‌دار و فقید رسانهٔ بود، نزد جوفری آمد و به کتابی که ویرجینیا در حال مطالعه بود، اشاره کرد. همچنین در مورد علاقه‌مندی جوفری نسبت به ماساژ سؤال کرد و به پیشنهاد کرد که ماساژ دهنده مسافرتی اپستین باشد. مکسول به جوفری اطمینان داد که این کار نیاز به هیچ تجربه‌ای ندارد. جوفری توضیح داد پس از اینکه مکسول او را به جفری اپستین معرفی کرد، هر دو به بهانه اینکه او قرار است به عنوان یک ماساژدرمان‌گر مسلکی آموزش ببیند، بی‌درنگ از او خواستند خدمات جنسی ارائه کند.
بین سال‌های ۲۰۰۰ تا ۲۰۰۲ جوفری با اپستین و ماکسول از نزدیک در ارتباط بود و به اقامت‌گاه‌های اپستین در پالم بیچ و منهتن (در خانه هربرت ان. استراوس) رفت‌وآمد می‌کرد. علاوه بر این او به مزرعه زورو اپستین در نیو مکزیکو و جزیره خصوصی سنت جیمز کوچک نیز سفر می‌کرد. جوفری به سری «انحراف عدالت» کار روزنامه‌نگاری تحقیقی روزنامه میامی هرالد که برنده جایز شد، تجربه‌های خود را از قاچاق شدن جنسی توسط اپستین به منظور ارائه ماساژ و خدمات جنسی به او و برخی از دوستان تجارت‌پیشه او در مدت دونیم سال توضیح داد.
در مارس ۲۰۰۱ ادعا شد که جوفری برای ارائه خدمات جنسی به شاهزاده اندرو قاچاق شده بود. او در مصاحبهٔ پیرامون این موضوع گفت که این یک عمل شریر و زمان واقعاً ترسناک در زندگی او بود و نمی‌توانست تصور کند که چگونه مقامات بلند حکومت نه‌تنها اجازه می‌دهند چنین چیزی رخ دهد بلکه خود نیز در آن دخیل می‌شوند. در اسناد اقامه دعوای مدنی که در سال ۲۰۱۹ علنی شد، جوفری از چندین تن دیگر که ادعا می‌کند اپستین و مکسول به او دستور دادند تا با آن‌ها رابطه جنسی داشته باشد از جمله گلین دوبین، رئیس صندوق پوشش ریسک، آلن درشویتز، سارنوال، بیل ریچاردسون، سیاستمدار، ماروین مینسکی، دانشمند فقید MIT، جورج جی. میچل، حقوق‌دان و ژان لوک برونل، مدیر آژانس مدلینگ MC2 نام برد.
جوفری در سال ۲۰۰۲ هنگامی‌که ۱۹ سال سن داشت به تایلند رفت و در آموزشگاه بین‌المللی ماساژ در چیانگ مای شرکت کرد. مکسول بلیت سفر او را به تایلند تهیه نمود و به او دستور داد تا با یک دختر مشخصِ تایلندی دیدار کند که او را به ایالات متحده آمریکا بازگرداند.
او هنگامی‌که در سال ۲۰۰۲ در آموزشگاه ماساژ در تایلند بود با رابرت جوفری، مربی هنرهای رزمی اهل استرالیا آشنا شد و هر دو بی‌درنگ باهم ازدواج کردند. سپس او با اپستین تماس گرفت و به او گفت که طبق وعده دوباره به آمریکا بر نمی‌گردد. همین بود که او رابطه خود را با اپستین و مکسول قطع کرد. پس از آن جوفری و همسرش زندگی تازهٔ را در استرالیا آغاز کردند و مدت ۵ سال را در کنار فرزندانشان در این کشور سپری نمودند.

### نخستین تماس از سوی مقامات
در مارس ۲۰۰۵ هنگامیکه جوفری با خانواده خود در استرالیا زندگی می‌کرد، اداره پلیس پالم بیچ تحقیقات دربارهٔ اپستین را پس از آن آغاز کرد که یک دختر ۱۴ ساله و والدین او دربارهٔ رفتار جنسی اپستین به پلیس شکایت کردند. این دختر در توضیحات خود گفت که توسط یک هم‌کلاسی زن از دبیرستان استخدام شد تا در ازای پول، اپستین را در خانه‌اش ماساژ دهد که سرانجام اپستین به او تجاوز جنسی کرد. در اکتبر ۲۰۰۵ پلیس به فهرستی از دخترانی دست پیدا کرد که ادعای مشابهی دربارهٔ سوءاستفاده جنسی توسط اپستین داشتند. ادعایی که کارگران اپستین نیز آن را تأیید کردند. پس از آن، پلیس عمارت و ساختمان پالم بیچ اپستین را بازرسی نمود.
کارآگاهان پلیس اذعان داشتند که همه مدعیان، پروندهٔ مشابهی را توضیح دادند که در آن اپستین نخست از آن‌ها می‌خواست او را ماساژ دهند. اما در جریان ماساژ دادن به آنها تجاوز جنسی می‌کرد. پلیس در جریان بازرسی، شماره‌های تلفن دختران را از زباله‌دانی منزل او پیدا کرد که یکی از دختران از سوی دستیار اپستین در جریان بازجویی پلیس به خانه اپستین فراخوانده شد.
جوفری به روزنامه میامی هرالد گفت که او در سال ۲۰۰۷ در جریان ۳ روز چندین تماس تلفنی دریافت کرد. نخستین تماس از مکسول بود. روز بعد اپستین تماس گرفت و هر دو از او پرسیدند که آیا با مقامات حکومتی سخن گفته است؟ اما سومین تماس از سوی یک مأمور اف‌بی‌آی بود که گفت جوفری در جریان نخستین پرونده جنایی به عنوان قربانی شناخته شده است. او از صحبت طولانی با مأمور اف‌بی‌آی خودداری کرد تا این‌که شش ماه بعد، پلیس فدرال استرالیا به‌صورت حضوری نزد او آمد.
تصاویر، اسناد ثبت شده و شاهدان، بخش‌های زیادی اظهارات جوفری دربارهٔ زمان او با اپستین را تأیید می‌کنند. هرچند شک و تردیدی وجود ندارد که جوفری با اپستین در ارتباط بوده و برخی ناسازگاری‌ها در اظهارات او به چشم می‌خورد.

## پوشش رسانه‌ها و افشاء سازی
جوفری در برنامه ویژه دیتلاین ان‌بی‌سی همراه با ساوانا گوتری درباره افتضاح و رسوایی اپستین را در کنار قربانیانِ دیگر همچون انوشکا دی جئورجیو، راچل بیناویدس، جنیفر اراوز، مارجکه چارتونی و چاونته داویس بحث کردند. این برنامه با نام محاسبه در ۲۰ سپتامبر ۲۰۱۹ میلادی منتشر شد.
جوفری همچنین در برنامه تحقیقاتی ۶۰ دقیقه استرالیا مصاحبه نمود که این برنامه در ۱۰ نوامبر ۲۰۱۹ پخش شد. او در این برنامه تجارب دشوار خود را از قاچاق شدن توسط اپستین و مکسول برای ارائه خدمات جنسی سه مرتبهٔ به شاهزاده اندرو در سال ۲۰۰۱ توضیح داد. بار نخست آن در محل اقامت بلگراویای مکسول در لندن، بار دوم در خانه مسکونی اپستین در نیویورک و سومی یا آخری آن در سنت جیمز کوچک (که چندین دختر و شاهزاده حضور داشتند) اتفاق افتاد.
جوفری در اکتبر ۲۰۱۹ با تلویزیون بی‌بی‌سی نیز مصاحبه کرد و در برنامه ویژه پانورما با نام رسوایی شاهزاده و اپستین تجربه خود را در رابطه به قاچاق شدن توسط اپستن برای ارائه خدمات جنسی به شاهزاده اندرو شرح داد که در ۲ دسامبر ۲۰۱۹ نشر شد. او در این برنامه اصرار کرد که من از مردم انگلستان می‌خواهم در کنار من بایستند و برای مبارزه علیه این پدیده به من کمک کنند و این مسئله را نپذیرند.»
امیلی مایتلیس، خبرنگار بی‌بی‌سی مصاحبهٔ را با شاهزاده اندرو در برنامه نیوزنایت انجام داد. شاهزاده دربارهٔ اتهامات جوفری و رابطه دوستی او با اپستین صحبت کرد که این برنامه در ۱۶ نوامبر ۲۰۱۹ پخش شد. واکنش مردم دربارهٔ رفتار شاهزاده در جریان مصاحبه تند بود و او با مخالفت مردم مواجه شد. این مخالفت توأم با درخواست عمومی جوفری باعث شد تا دیدگاه مردم انگلستان در زمینه جداً تغییر کند. پس از آن، شاهزاده در ۲۰ نوامبر ۲۰۱۹ از مقام سلطنتی خود استعفاء داد. باوجود وعده‌های شاهزاده برای همکاری با مقامات، سارنوال جفری برمن در ژانویه ۲۰۲۰ گفت که شاهزاده اندرو پس از درخواست اف‌بی‌آی و دادگاه ناحیه جنوبی نیویورک برای مصاحبه با او به مثابه بخشی از استعلام اپستین، هیچ همکاری نکرده است. در سال ۲۰۲۲ شاهزاده اندرو با ویرجینیا جوفری به توافقی خارج از دادگاه رسید.
جوفری در کنار ماریا فارمر در سریال چهار قسمتی نت‌فلکس تحت نام جفری اپستین: ثروت‌مند پلید که در مه ۲۰۲۰ پخش شد، نقش بازی کرد. این سریال به کارگردانی لیزا برایانت و بر پایه کتاب قبلی به همین نام توسط جیمز پترسون تهیه شده بود.
پس از متهم شدن مکسول، جوفری در ژوئیه ۲۰۲۰ با گیل کینگ در برنامه سی‌بی‌اس امروز صبح (CBS This Morning) با تلویزیون سی‌بی‌اس مصاحبه کرد.
جوفری و سایر بازماندگان حلقه قاچاق جنسی اپستین در یک مستند چهار قسمتی به نام نجات از جفری اپستین نقش بازی کردند که در ۹ اوت ۲۰۲۰ در کانال تلویزیونی لایف‌تایم پخش شد.

## زندگی شخصی
جوفری پس از این‌که در سال ۲۰۰۲ با رابرت ازدواج کرد، برای ۱۱ سال در دره گلنینگ در حومه ساحل مرکزی نیو ساوت ولز، استرالیا زندگی کرد. خانواده او سپس در سال ۲۰۱۳ به ایالات متحده آمریکا بازگشت و چندین سال در آنجا اقامت گزید. او در آغاز در فلوریدا و سپس در کلورادو زندگی کرد. در سال ۲۰۱۹ گزارش شد که جوفری همراه رابرت، همسرش و سه فرزندش (دو پسر و یک دختر) در شهر کنز استرالیا زندگی می‌کرد. او در سال ۲۰۲۰ همراه با خانواده به اوشن ریف، حومهٔ شهر پرت، استرالیای غربی نقل مکان کرد.

## مرگ
در تاریخ ۲۵ آوریل ۲۰۲۵ جوفری با خودکشی به زندگی خود پایان داد.